# Raffenaldia
Raffenaldia är ett släkte av korsblommiga växter. Raffenaldia ingår i familjen korsblommiga växter.
Kladogram enligt Catalogue of Life:
| Raffenaldia | \| \| Raffenaldia platycarpa \| \| \| \| \| \| Raffenaldia primuloides \| \| \| \| |
|             | \| \| Raffenaldia platycarpa \| \| \| \| \| \| Raffenaldia primuloides \| \| \| \| |
|             | Raffenaldia platycarpa                                                             |
|             |                                                                                    |
|             | Raffenaldia primuloides                                                            |
|             |                                                                                    |

## Bildgalleri

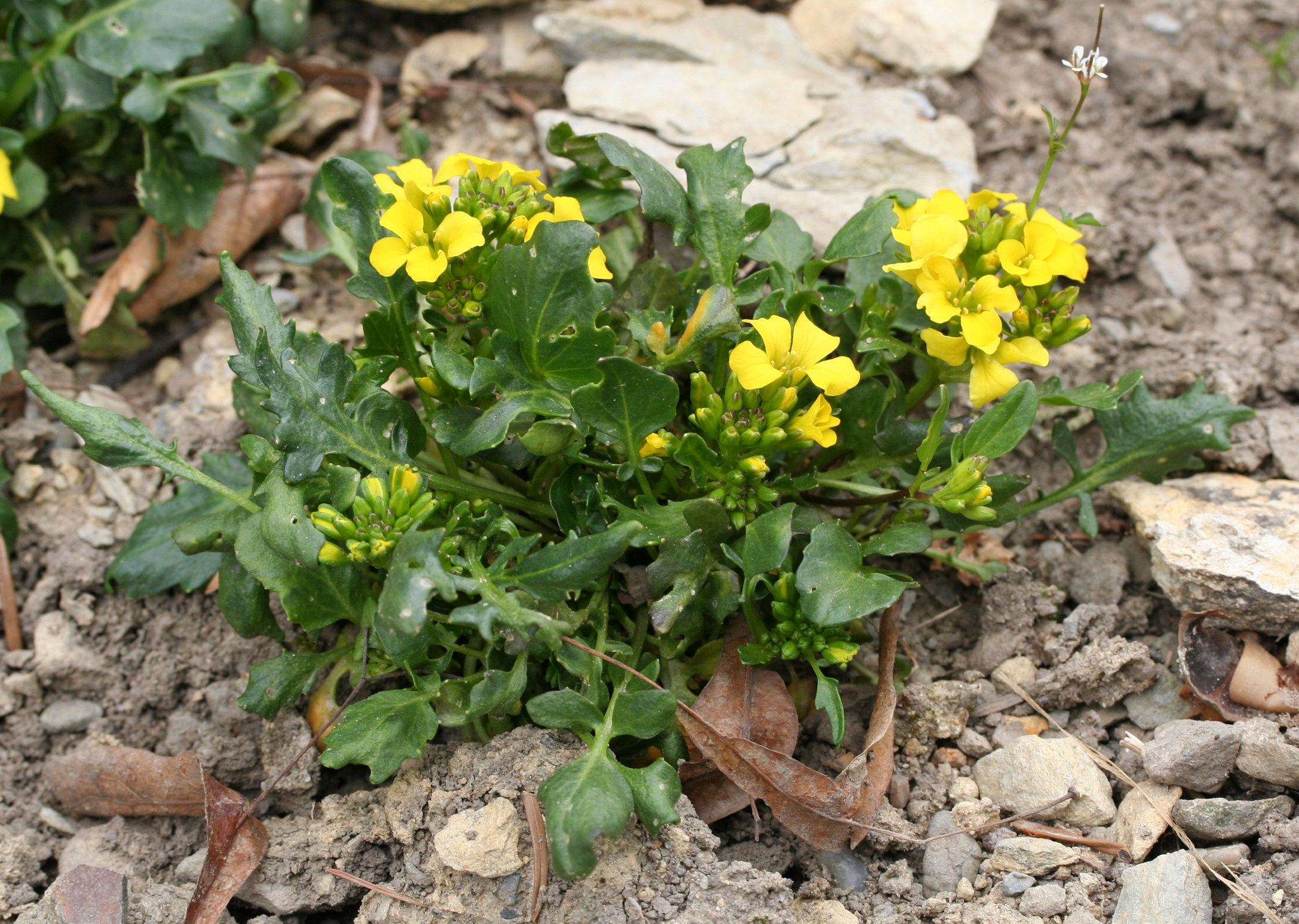